# Itatira

Itatira este un oraș în statul Ceará (CE) din Brazilia.